# 阿胡瓦克區
阿胡瓦克區（西班牙語：Distrito de Ahuac）是秘魯的一個區，位於該國中部胡寧大區的丘帕卡省，始建於1905年11月14日，面積72.04平方公里，海拔高度3,315米，2005年人口7,198，人口密度每平方公里100人。